# Nicole Hayes
Nicole Isau Hayes (* 5. April 1984 in Koror) ist eine ehemalige palauische Schwimmerin.

## Karriere
Nicole Hayes war die erste Schwimmerin aus Palau, die bei Olympischen Spielen startete. Sie belegte bei den Olympischen Sommerspielen 2000 in Sydney im Wettkampf über 100 m Freistil den 47. Rang. Mit einer Zeit von 1:00,89 Minuten stellte sie dabei einen Landesrekord auf.